# 長谷川道郎
長谷川 道郎（はせがわ みちお、1946年4月13日 - ）は、日本の政治家。元参議院議員（1期）。

## 経歴
新潟県長岡市摂田屋出身。父は元自由民主党参議院議員で法務大臣を務めた長谷川信。法政大学卒業。実家は酒造会社長谷川酒造を営んでいる。

## 政歴
1995年7月23日投開票の第17回参議院議員通常選挙に新潟選挙区から新進党公認で立候補し初当選。1997年、新進党解党により自由民主党に入党。自民党法務副部会長を務める。2001年7月29日投開票の第19回参議院議員通常選挙には自民党公認で立候補する意向を示し、自民党執行部もその方針であったが、自民党新潟県連が反対し、長谷川の公認を申請しなかった。県連が推す吉川芳男・真島一男との間で公認調整が難航し、結局自民党本部推薦で立候補したものの落選。一方、吉川は病気を理由に公認を辞退し立候補取りやめ。真島が唯一の自民党公認候補となり当選した。
その後、2003年11月9日投開票の第43回衆議院議員総選挙に、比例北陸信越ブロックに自由民主党公認で立候補するも、比例名簿最下位（名簿登載順位第23位）となったため、落選した。
2016年春の叙勲で旭日中綬章を受章。